# 西村昌树
西村昌樹（日语：／ Nishimura Motoki，1947年6月8日—），日本男子柔道运动员。他曾代表日本参加1972年夏季奥林匹克运动会柔道比赛，获得一枚铜牌。他也曾在1967年夏季世界大学生运动会上获得金牌。